# Султанат Лахиџ
Султанат Лахиџ (арап. سلطنة لحج), познат и као Султанат Абдали (арап. سلطنة العب دلي), била је држава унутар Протектората Аден, британске колонијалне творевине. Након тога Султанат Лахиџ ушао је у Федерацију Арапских Емирата Југа. Главни град Султаната био је Лахиџ. Од 1919. године Султанату Лахиџ прикључено је подручје Субеихи (рог Арабије).

## Историја
Султанатом Лахиџ владала је династија Абдали још од 18. вијека, они су формално признавали врховну власт имама из династије Заиди, суверена Јемена из Сане од које су се одвојили 1728. и постали независни. Након губитка луке Аден, коју је заузело Британско Царство 1839, британски утицај се све више осјећао у цијелом окружју. Султанат Лахиџ био је један од првих девет кантона, који су потписали уговоре о заштити с Великом Британијом крајем 19. стољећа. Они су касније постали дијелови нове британске колонијалне творевине Протектората Аден. Султанат Лахиџ цијело вријеме свог трајања био у добрим односима с Британијом, чак и онда кад је убијен султан Фадхл ибн Али ал Абдали, од стране британских војника 1918. године. Британци су га наводно чисто случајно убили, замјенивши га за непријатељског турског војника.
Односи су се погоршали 1958, кад је Британија сматрала да је тадашњи султан — Али бин Абд ал Карим ал Абдали, задрти арапски националиста, те да не жели приступити у њихову нову колонијалну творевину Федерацију Арапских Емирата Југа (1959-62.). Због тог су га Британци свргнули с власти и натјерали у емиграцију. Његов Султанат Лахиџ ушао је у краткотрајну Федерацију Арапских Емирата Југа 1959, а касније и у новостворену Федерацију Јужне Арабије 1963.
Осивањем државе Јужни Јемен 30. новембра 1967, на дан повлачења посљедњих британских војника, укинут је и Султанат Лахиџ.
22. маја 1990. ујединили су се Демократска Народна Република Јемен (Јужни Јемен) и Арапска Република Јемен (Сјеверни Јемен) у данашњу Републику Јемен. Лахиџ је постао једна од 20 јеменских јеменских Мухафаза — Мухафаза Лахиџ.

## Слике
- Султанова гостињска кућа.